# Sokarame Timur
Sokarame Timur is een bestuurslaag in het regentschap Sumenep van de provincie Oost-Java, Indonesië. Sokarame Timur telt 1586 inwoners (volkstelling 2010).